# Women Against Nuclear Energy
Die australische Organisation Women Against Nuclear Energy (WANE) gründete sich am 21. April 1980 in Perth und arbeitete mit Frauengruppen der Gewerkschaften und anderen Frauengruppen zusammen. Der unmittelbare Anlass zur Gründung war ein terminlicher Konflikt um eine Demonstration gegen den Bau von Atomkraftwerken und Uranabbau in Australien, die von der Gewerkschaftsbewegung am gleichen Tag des Internationalen Frauentags geplant und veranstaltet wurde.
Daraufhin entschlossen sich Frauen, dass sie sich in der Anti-Atomkraft-Bewegung in Australien selbst organisieren müssen, um diese zu stärken und andere Frauen außerhalb der Gewerkschaften für diese Bewegung zu mobilisieren. WANE hatte starke Bezüge zur Campaign Against Nuclear Energy (CANE). Die Frauenorganisation half später beim Aufbau der Organisation Women’s Action for Nuclear Disarmament (WAND). Ihr Ziel war die Aufklärung und Aktivierung von Frauen gegen den Einsatz von Atomenergie, Atomwaffen und Uranabbau, aber auch gegen hierarchische Strukturen und Frauenfeindlichkeit in den Organisationen der Anti-AKW-Bewegung gerichtet.
Eingewanderten Frauen gab WANE Informationen, unterstützte die Verwendung alternativer Energien, veranstaltete Seminare, Filmveranstaltungen, Lesungen, Diavorträge und Diskussionsveranstaltungen mit Gastrednern. Die Frauenorganisation schulte Frauen in der freien Rede, damit diese die Vorstellungen der Anti-Atomkraftbewegung verbreiten und vertreten konnten; und eine feministische Perspektive in Anti-Atombewegung wurde angedacht. Die Gruppe verbreitete ihre Auffassungen im Women’s Liberation Newsletters und Rundfunk, in der Women’s Art Movement und im Women’s Resource Centre. WANE veranstaltete Tanz- und Filmnächte und unterstützte die Veranstaltung Sound Women’s Peace Camp in Cockburn Sound in Western Australia und im Pine Gap Peace Camp.